# Tryptamina
Tryptamina – organiczny związek chemiczny amina biogenna powszechnie występujący w organizmach żywych. In vivo jest ona syntetyzowana z tryptofanu, jako etap pośredni wytwarzania indolu oraz wielu alkaloidów.
Tryptaminę można stosunkowo łatwo modyfikować chemiczne otrzymując całą klasę związków chemicznych, o wspólnej nazwie tryptaminy.
Do najbardziej znanych tryptamin naturalnych należą: serotonina i melatonina. Tryptaminy powszechnie występują w roślinach, zwierzętach, a także w ludzkim mózgu. Część z nich znalazło zastosowania w medycynie (np.: sumatryptan – lek na migrenę), zaś część to substancje psychoaktywne – np. DMT, AMT, DiPT. Tryptamina wchodzi też w skład większych, bardziej skomplikowanych cząsteczek jak LSD i johimbina.
Alexander Shulgin zajmował się odkrywaniem substancji psychoaktywnych będących pochodnymi tryptaminy i efekty swojej pracy na ten temat spisał w książce TiHKAL.
| Nazwa       | Rα    | R4          | R5     | RN1         | RN2         | Nazwa chemiczna                               |
| ----------- | ----- | ----------- | ------ | ----------- | ----------- | --------------------------------------------- |
| 5-HTP       | −COOH |             | −OH    |             |             | 5-hydroksytryptofan                           |
| serotonina  |       |             | −OH    |             |             | 5-hydroksytryptamina                          |
| melatonina  |       |             | −OCH 3 | −C(O)CH 3   |             | 5-metoksy-N-acetylotryptamina                 |
| sumatryptan |       | −SO 2NHCH 3 |        | −CH 3       | −CH 3       | 4-metyloaminosulfonylo-N,N-dimetylotryptamina |
| AMT         | −CH 3 |             |        |             |             | α-metylotryptamina                            |
| DMT         |       |             |        | −CH 3       | −CH 3       | N,N-dimetylotryptamina                        |
| DiPT        |       |             |        | −CH(CH 3) 2 | −CH(CH 3) 2 | N,N-diizopropylotryptamina                    |
| MiPT        |       |             |        | −CH(CH 3) 2 | −CH 3       | N,N-metyloizopropylotryptamina                |
| 5-MeO-AMT   | −CH 3 |             | −OCH 3 |             |             | 5-metoksy-α-metylotryptamina                  |
| 5-MeO-DMT   |       |             | −OCH 3 | −CH 3       | −CH 3       | 5-metoksy-N,N-dimetylotryptamina              |
| 5-MeO-DiPT  |       |             | −OCH 3 | −CH(CH 3) 2 | −CH(CH 3) 2 | 5-metoksy-N,N-diizopropylotryptamina          |
| 4-AcO-DET   |       | −OC(O)CH 3  |        | −CH 2CH 3   | −CH 2CH 3   | 4-acetoksy-N,N-dietylotryptamina              |
| 4-AcO-DMT   |       | −OC(O)CH 3  |        | −CH 3       | −CH 3       | 4-acetoksy-N,N-dimetylotryptamina             |
| 4-HO-MET    |       | −OH         |        | −CH 2CH 3   | −CH 3       | 4-hydroksy-N-metylo-N-etylotryptamina         |
| psylocybina |       | −OPO 3H 2   |        | −CH 3       | −CH 3       | 4-fosforyloksy-N,N-dimetylotryptamina         |
| bufotenina  |       |             | −OH    | −CH 3       | −CH 3       | 5-hydroksy-N,N-dimetylotryptamina             |

1. ↑  Puste pole oznacza atom wodoru.